# Dorota Dancewicz
Dorota Stanisława Dancewicz (ur. 28 października 1938 w Łodzi, zm. 28 maja 2016 w Opolu) – polska polityk, nauczycielka, posłanka na Sejm II kadencji.

## Życiorys
Córka Stanisława i Adaminy. Ukończyła w 1974 studia na Wydziale Wychowania Fizycznego Akademii Wychowania Fizycznego we Wrocławiu. Do czasu przejścia na emeryturę pracowała jako nauczycielka i etatowa działaczka związkowa (m.in. kierowała okręgiem Związku Nauczycielstwa Polskiego).
Była posłanką II kadencji wybraną w okręgu opolskim z listy Sojuszu Lewicy Demokratycznej. Od 1998 do 2010 sprawowała mandat radnej Opola, była m.in. wiceprzewodniczącą rady miejskiej. W 2006 została wybrana na kolejną kadencję z ramienia koalicji Lewica i Demokraci. Cztery lata później nie uzyskała reelekcji.
2 czerwca 2016 została pochowana na cmentarzu komunalnym w Opolu.
W 1997 otrzymała Krzyż Kawalerski Orderu Odrodzenia Polski.